# Grand Prix automobile de France 1974
Résultats du Grand Prix de France de Formule 1 1974 qui a eu lieu sur le circuit de Dijon-Prenois le 7 juillet 1974.

## Classement
| Pos  | N° | Pilote                | Écurie            | Tours | Temps/Abandon      | Grille | Points |
| ---- | -- | --------------------- | ----------------- | ----- | ------------------ | ------ | ------ |
| 1    | 1  | Ronnie Peterson       | Lotus-Ford        | 80    | 1 h 21 min 55 s 02 | 2      | 9      |
| 2    | 12 | Niki Lauda            | Ferrari           | 80    | +20 s 36           | 1      | 6      |
| 3    | 11 | Clay Regazzoni        | Ferrari           | 80    | +27 s 84           | 4      | 4      |
| 4    | 3  | Jody Scheckter        | Tyrrell-Ford      | 80    | +28 s 11           | 7      | 3      |
| 5    | 2  | Jacky Ickx            | Lotus-Ford        | 80    | +37 s 54           | 13     | 2      |
| 6    | 6  | Denny Hulme           | McLaren-Ford      | 80    | +38 s 14           | 11     | 1      |
| 7    | 33 | Mike Hailwood         | McLaren-Ford      | 79    | + 1 tour           | 6      |        |
| 8    | 4  | Patrick Depailler     | Tyrrell-Ford      | 79    | + 1 tour           | 9      |        |
| 9    | 20 | Arturo Merzario       | Iso Marlboro-Ford | 79    | + 1 tour           | 15     |        |
| 10   | 14 | Jean-Pierre Beltoise  | BRM               | 79    | + 1 tour           | 17     |        |
| 11   | 10 | Vittorio Brambilla    | March-Ford        | 79    | + 1 tour           | 16     |        |
| 12   | 17 | Jean-Pierre Jarier    | Shadow-Ford       | 79    | + 1 tour           | 12     |        |
| 13   | 26 | Graham Hill           | Lola-Ford         | 78    | + 2 tours          | 21     |        |
| 14   | 37 | François Migault      | BRM               | 78    | + 2 tours          | 22     |        |
| 15   | 27 | Guy Edwards           | Lola-Ford         | 77    | + 3 tours          | 20     |        |
| 16   | 28 | John Watson           | Brabham-Ford      | 76    | + 4 tours          | 14     |        |
| Abd. | 5  | Emerson Fittipaldi    | McLaren-Ford      | 27    | Moteur             | 5      |        |
| Abd. | 7  | Carlos Reutemann      | Brabham-Ford      | 24    | Tenue de route     | 8      |        |
| Abd. | 19 | Jochen Mass           | Surtees-Ford      | 4     | Embrayage          | 18     |        |
| Abd. | 16 | Tom Pryce             | Shadow-Ford       | 1     | Collision          | 3      |        |
| Abd. | 15 | Henri Pescarolo       | BRM               | 1     | Embrayage          | 19     |        |
| Abd. | 24 | James Hunt            | Hesketh-Ford      | 0     | Collision          | 10     |        |
| Nq.  | 22 | Vern Schuppan         | Ensign-Ford       |       | Non qualifié       |        |        |
| Nq.  | 8  | Rikky von Opel        | Brabham-Ford      |       | Non qualifié       |        |        |
| Nq.  | 34 | Carlos Pace           | Brabham-Ford      |       | Non qualifié       |        |        |
| Nq.  | 21 | Jean-Pierre Jabouille | Iso Marlboro-Ford |       | Non qualifié       |        |        |
| Nq.  | 9  | Hans-Joachim Stuck    | March-Ford        |       | Non qualifié       |        |        |
| Nq.  | 18 | José Dolhem           | Surtees-Ford      |       | Non qualifié       |        |        |
| Nq.  | 23 | Leo Kinnunen          | Surtees-Ford      |       | Non qualifié       |        |        |
| Nq.  | 43 | Gérard Larrousse      | Brabham-Ford      |       | Non qualifié       |        |        |

Légende :
- Abd.=Abandon

## Pole position et record du tour
- Pole position : Niki Lauda en 58 s 79 (vitesse moyenne : 201,402 km/h).
- Tour le plus rapide : Jody Scheckter en 1 min 0 s 00 au 10e tour (vitesse moyenne : 197,340 km/h).

## Tours en tête
- Niki Lauda : 16 (1-16)
- Ronnie Peterson : 64 (17-80)

## À noter
- 6e victoire pour Ronnie Peterson.
- 56e victoire pour Lotus en tant que constructeur.
- 73e victoire pour Ford Cosworth en tant que motoriste.